# Jan Połujan

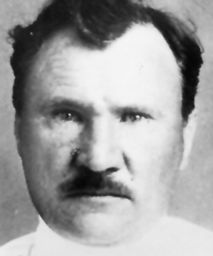
Jan Połujan

Jan Wasiljewicz Połujan (ros. Ян Васи́льевич Полуя́н, ur. 21 października 1891 w obwodzie kubańskim, zm. 8 października 1937 w Moskwie) – radziecki polityk i wojskowy.
Od 1912 członek SDPRR(b), studiował na Wydziale Prawa Uniwersytetu św. Włodzimierza w Kijowie, z którego 1914 został wykluczony. 19 lutego 1915 aresztowany i skazany na 5 lat katorgi. Zwolniony 19 marca 1917, w wyniku amnestii po rewolucji lutowej. Od marca do maja 1917 kierownik oddziału milicji w Jekaterynodarze, od października 1917 przewodniczący Rady Jekaterynodarskiej, od 30 stycznia 1918 przewodniczący Kubańsko-Czarnomorskiego Komitetu Rewolucyjnego, 1918 przewodniczący Komitetu Wykonawczego Kubańskiej Rady Obwodowej. Od 14 kwietnia do 30 maja 1918 przewodniczący Centralnego Komitetu Wykonawczego (CIK) i Rady Komisarzy Ludowych Kubańskiej Republiki Radzieckiej, od 30 maja do 7 lipca 1918 przewodniczący Rady Komisarzy Ludowych Kubańsko-Czarnomorskiej Republiki Radzieckiej, potem przewodniczący Rady Wojskowo-Rewolucyjnej Północnokaukaskiej Republiki Radzieckiej, w październiku-listopadzie 1918 przewodniczący Rady Wojskowo-Rewolucyjnej 11 Armii Frontu Południowego. Od 17 listopada 1918 do 13 lutego 1919 członek Rady Wojskowo-Rewolucyjnej 11 Armii Frontu Południowego/Frontu Kaspijsko-Kaukaskiego, w lutym-marcu 1919 członek Rady Wojskowo-Rewolucyjnej 12 Armii, od marca do maja 1919 szef Wydziału Politycznego 7 Specjalnej Dywizji Kawaleryjskiej, później szef Wydziału Politycznego 34 Dywizji Piechoty i inspektor Zarządu Politycznego Armii Czerwonej. Od lipca do października 1919 członek Rady Wojskowo-Rewolucyjnej 9 Armii, od października 1919 szef Wydziału Politycznego Frontu Południowo-Wschodniego, następnie szef Wydziału Politycznego Frontu Kaukaskiego, od 1 grudnia 1919 do stycznia 1921 przewodniczący Kubańsko-Czarnomorskiego Obwodowego Komitetu Rewolucyjnego. Od czerwca 1920 do marca 1921 członek Kaukaskiego Biura KC RKP(b), od 27 maja do 27 sierpnia 1920 członek Rady Wojskowo-Rewolucyjnej 9 Armii Frontu Kaukaskiego, od marca 1921 do stycznia 1922 członek Południowo-Wschodniego Biura KC RKP(b), od stycznia 1921 do stycznia 1922 przewodniczący Komitetu Wykonawczego Kubańsko-Czarnomorskiej Rady Obwodowej.
Od kwietnia do lipca 1922 zastępca przewodniczącego Komitetu Wykonawczego Twerskiej Rady Gubernialnej, od 18 lipca 1922 do 16 stycznia 1925 przewodniczący Komitetu Wykonawczego Twerskiej Rady Gubernialnej, od września 1923 przewodniczący gubernialnego komitetu handlu wewnętrznego w Twerze, od stycznia 1925 do lutego 1929 kierownik Wydziału Organizacyjnego WCIK, 1927-1929 zastępca przewodniczącego Komitetu Magistrali Wołga-Don. Od lutego 1929 do kwietnia 1930 przewodniczący Komitetu Wykonawczego Dalekowschodniej Rady Krajowej, od kwietnia 1930 do stycznia 1931 członek Małej Rady Komisarzy Ludowych RFSRR, od stycznia do lipca 1931 zastępca szefa Głównego Zarządu Gospodarki Komunalnej przy Radzie Komisarzy Ludowych RFSRR, od lipca 1931 do lipca 1937 szef Zarządu Energetycznego Ludowego Komisariatu Gospodarki Komunalnej RFSRR.
W czasie "wielkiej czystki" 26 lipca 1937 został aresztowany przez NKWD, 8 października 1937 skazany na śmierć przez Kolegium Wojskowe Sądu Najwyższego ZSRR "za przynależność do organizacji kontrrewolucyjnej". Stracony tego samego dnia. skremowany w krematorium na cmentarzu Dońskim, prochy pochowano anonimowo.
5 listopada 1955 zrehabilitowany postanowieniem Kolegium Wojskowego SN ZSRR.